# Öresauktion
Öresauktioner är en speciell typ av internetauktion som har inslag som gör att den kan liknas med ett lotteri. 
Öresauktion fungerar rent tekniskt som en traditionell auktion med skillnaden att budstegen är förbestämda till ett eller några ören. Buden läggs via SMS, via budkonto på webbplatsen eller via den eventuella budagent som auktionssajten tillhandahåller. På vissa auktionssajter finns även en budvakt som automatiskt lägger bud åt användaren enligt dennes önskemål.
Det som än mer skiljer från traditionell auktion är att varje bud kostar pengar och hur tiden som auktionen pågår bestäms. Öresauktionerna har antingen en fast auktionslängd eller en så kallad budgivningstid där auktionen fortsätter så länge bud kommer in inom ett visst tidsintervall. Denna tid är oftast satt till en eller två minuter. Om ett bud kommer in innan budgivningstiden är slut börjar tiden om igen, annars avslutas auktionen.
Till skillnad mot lägsta bud-auktioner anser lotteriinspektionen att öresauktioner inte är ett lotteri eftersom den som lägger det högsta budet är den som vinner auktionen.